# Олександрівка (Добровеличківська селищна громада)
Олекса́ндрівка — село в Україні, у Добровеличківській селищній громаді Новоукраїнського району Кіровоградської області. Населення становить 518 осіб. Колишній центр Олександрівської сільської ради.
05.02.1965 Указом Президії Верховної Ради Української РСР передано Олександрівську сільради Новоархангельського району до складу Добровеличківського району.

## Населення
Згідно з переписом УРСР 1989 року чисельність наявного населення села становила 469 осіб, з яких 209 чоловіків та 260 жінок.
За переписом населення України 2001 року в селі мешкало 517 осіб.

### Мова
Розподіл населення за рідною мовою за даними перепису 2001 року:
| Мова       | Відсоток |
| ---------- | -------- |
| українська | 95,95 %  |
| російська  | 3,47 %   |
| білоруська | 0,19 %   |
| вірменська | 0,19 %   |
| молдовська | 0,19 %   |